# Famous Door
The Famous Door est un ancien club de jazz de la 52e Rue de Manhattan à New York. 

## Histoire
Ce lieu est un des clubs de jazz new-yorkais historiques de la 52e Rue de Manhattan, surnommée la Rue du Jazz en raison des nombreux clubs de jazz qu'elle comptait entre les années 1930 et les années 1960 (liste de clubs de jazz new-yorkais). Créé en 1935, il a fermé et rouvert à diverses adresses de la rue, avant de définitivement fermer dans les années 1960. De nombreux jazzmen célèbres s'y sont produits, dont : Louis Prima, Count Basie, Dizzy Gillespie, Lester Young, Billie Holiday, Bessie Smith, Art Tatum, Benny Carter, Ben Webster...

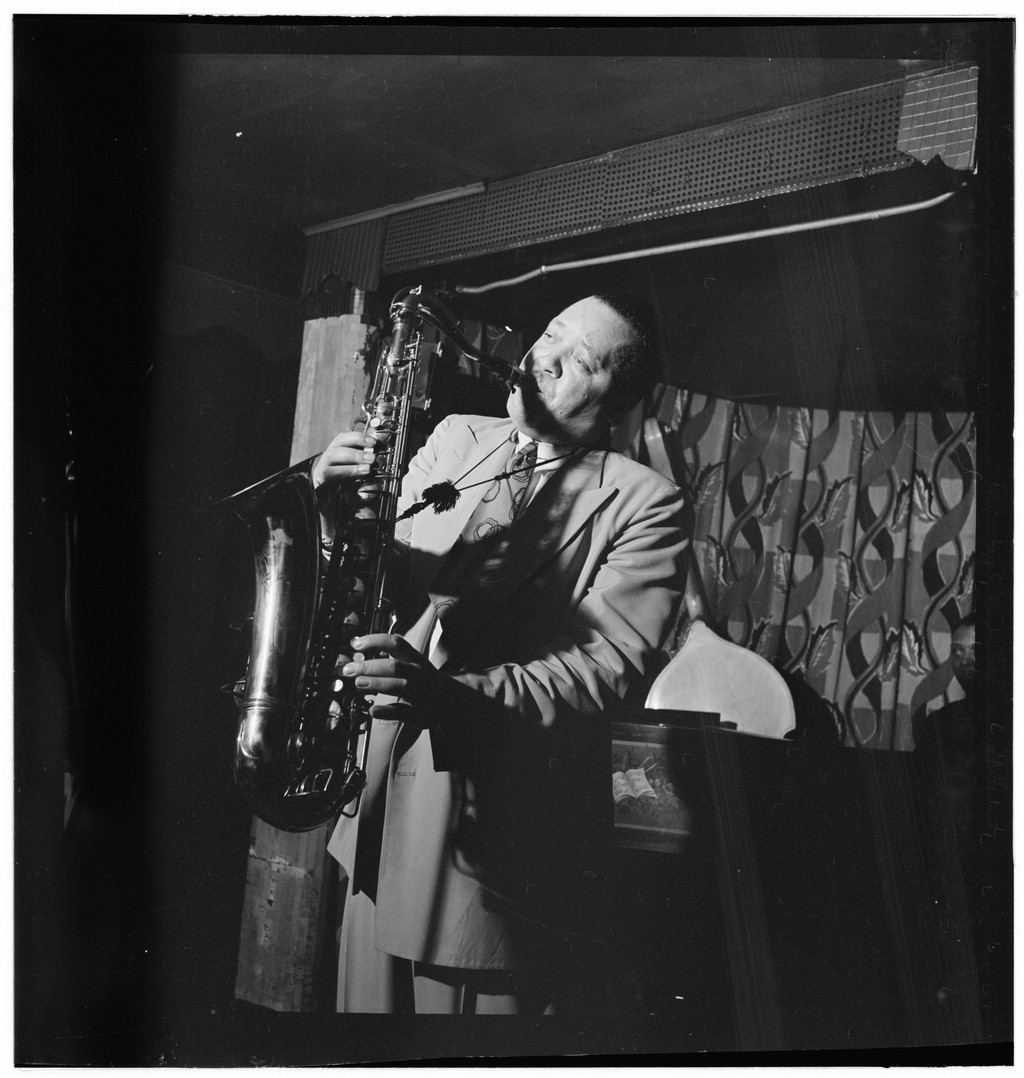
Lester Young
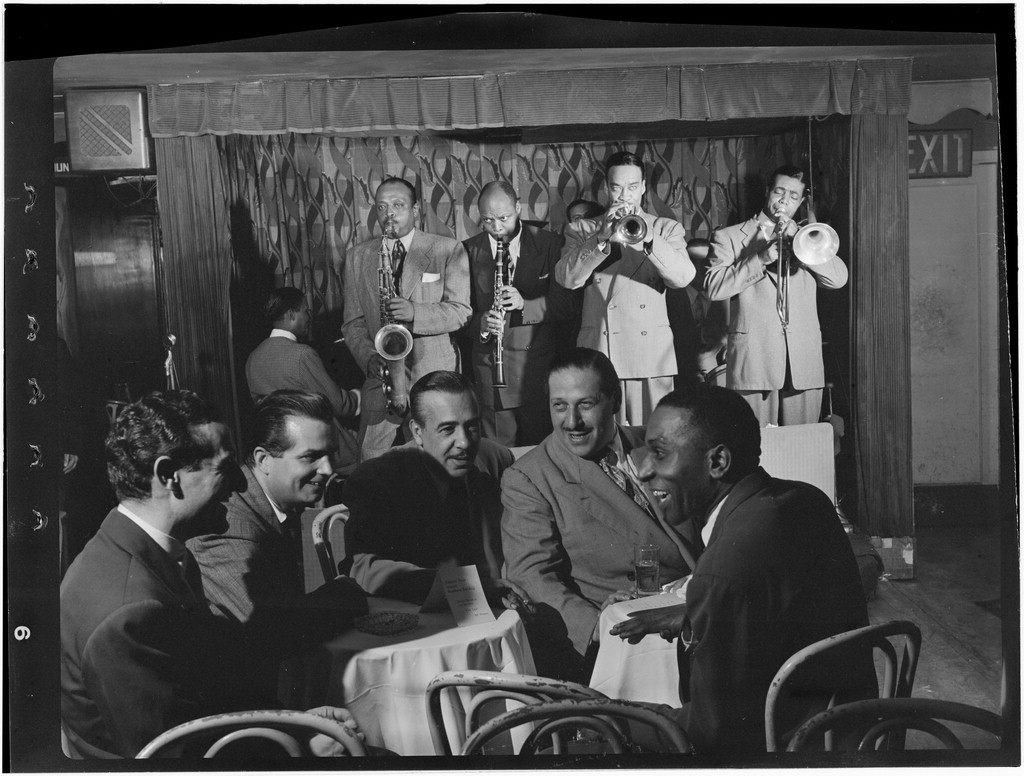
Ben Webster, Eddie Barefield, Buck Clayton
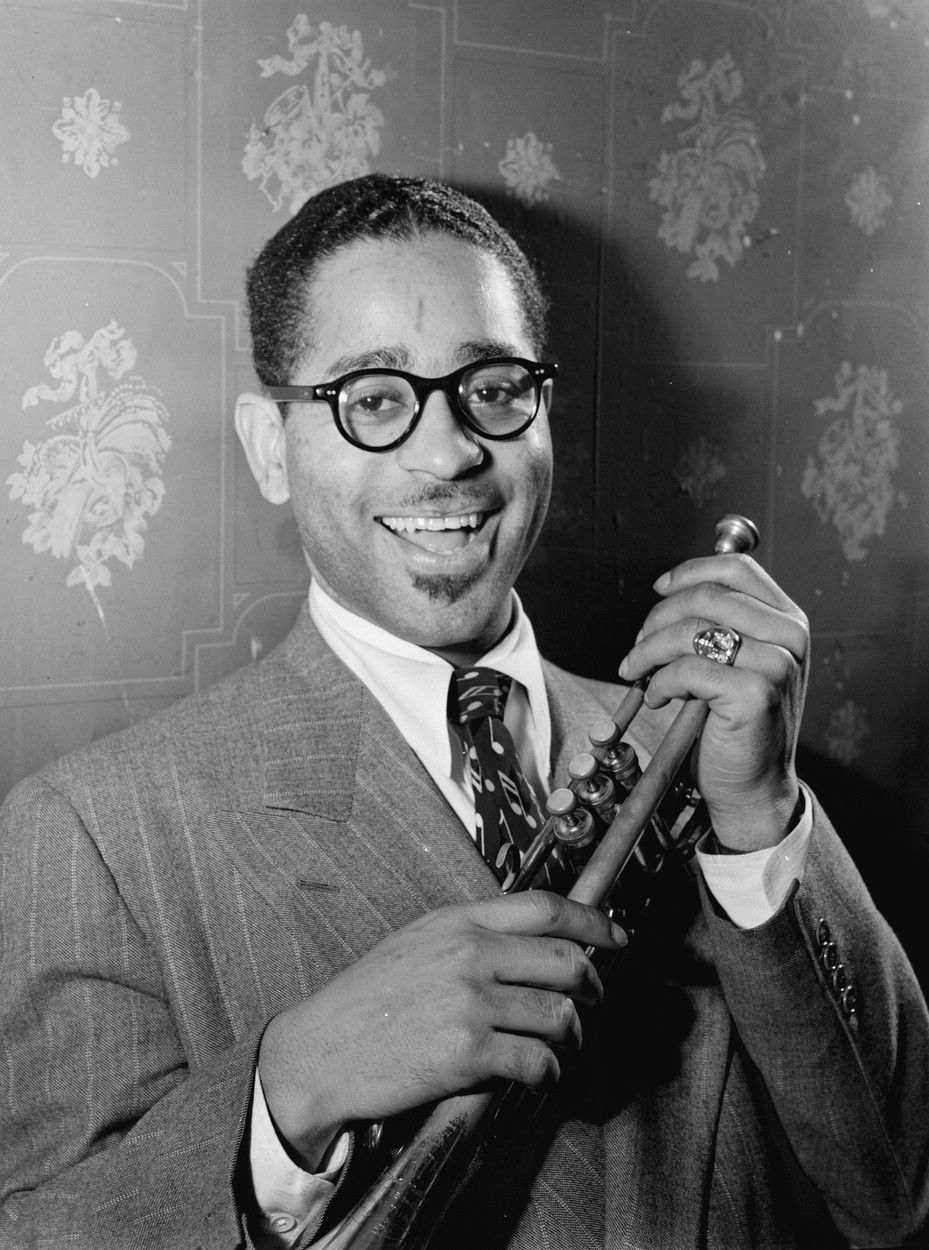
Dizzy Gillespie

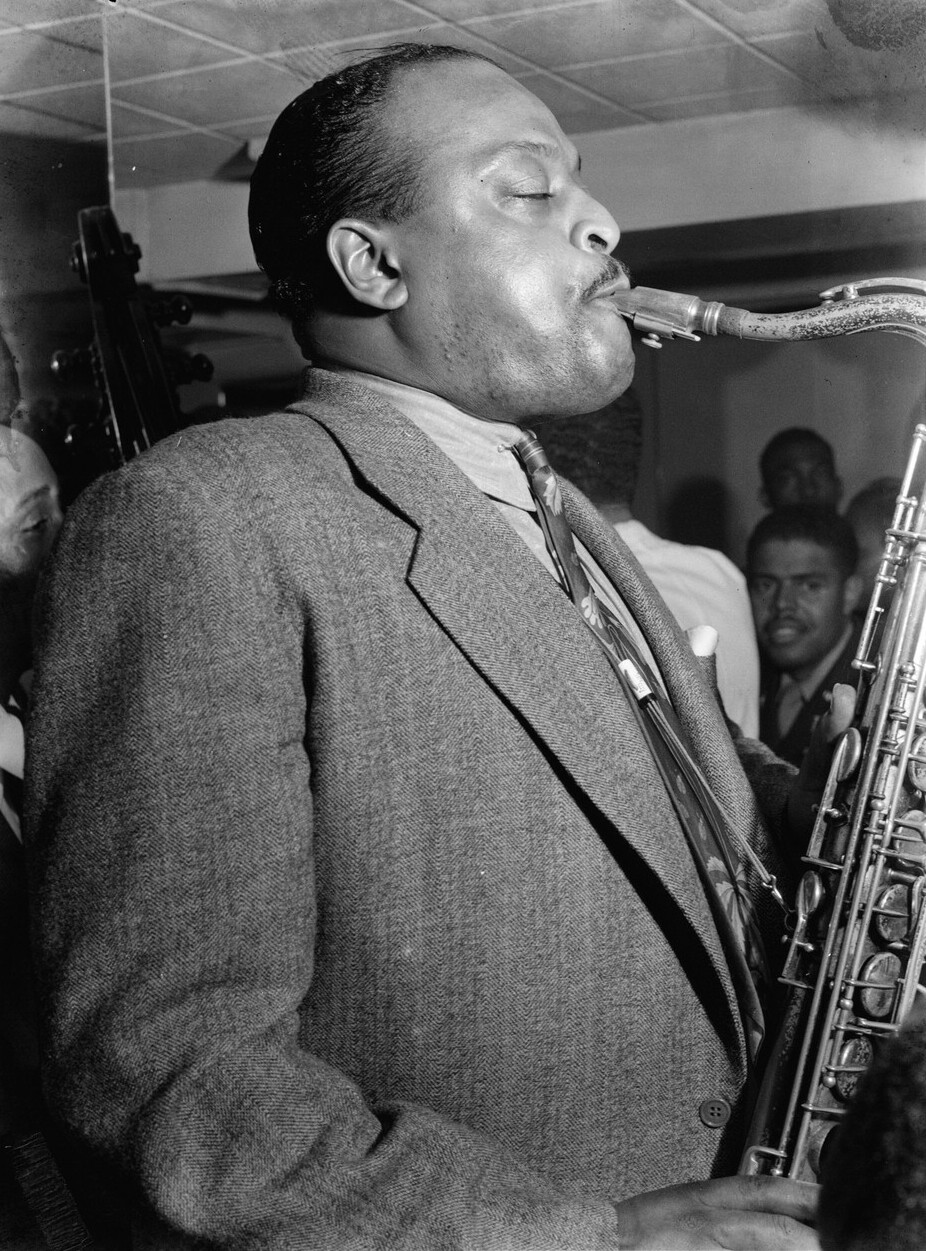
Ben Webster
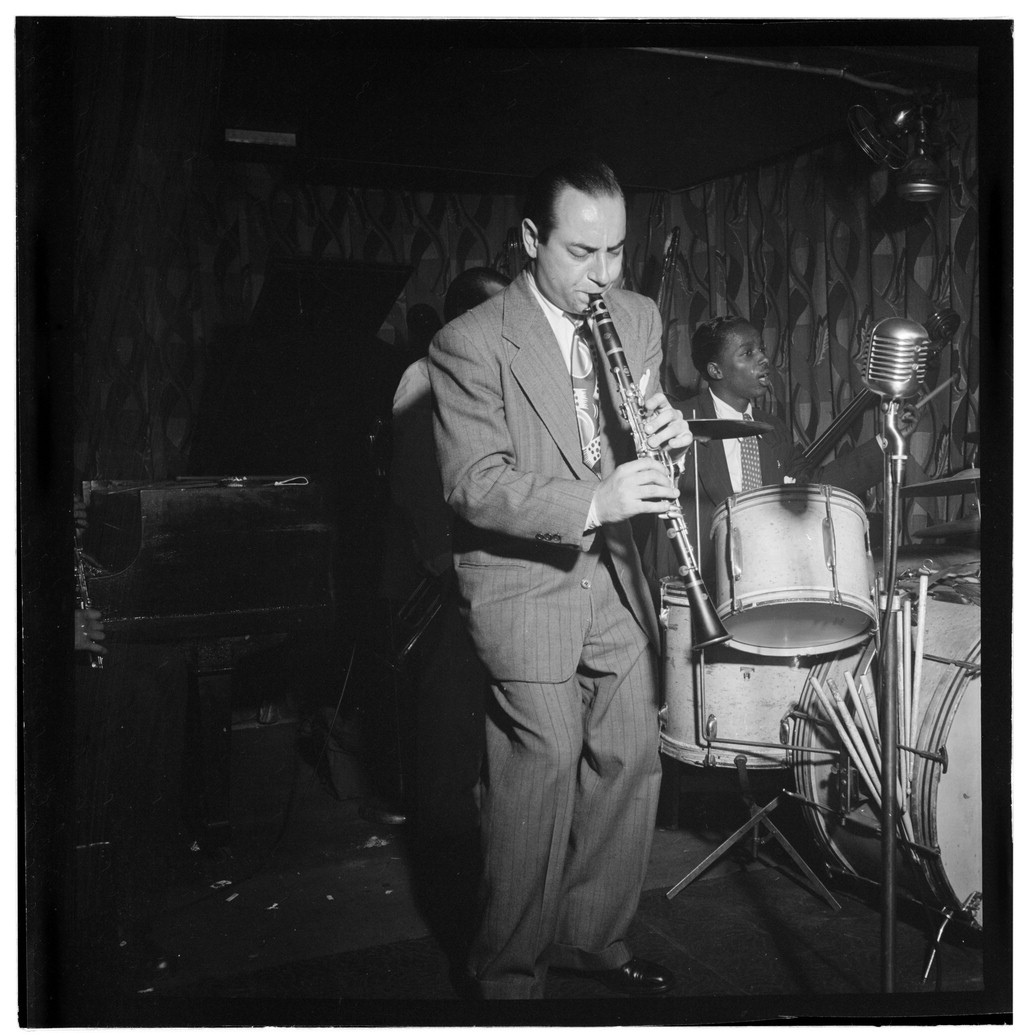
Peanuts Hucko
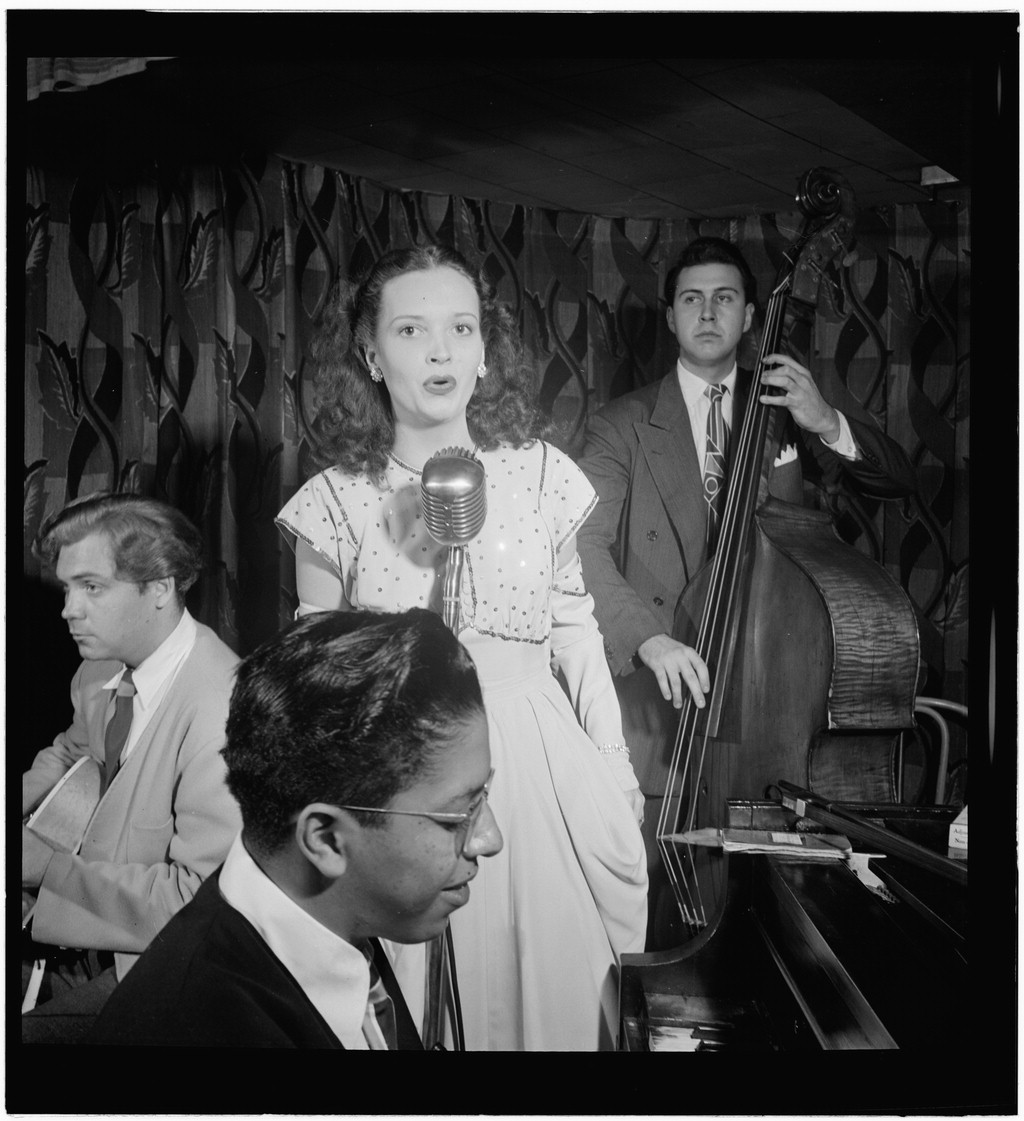
Lynne Carver
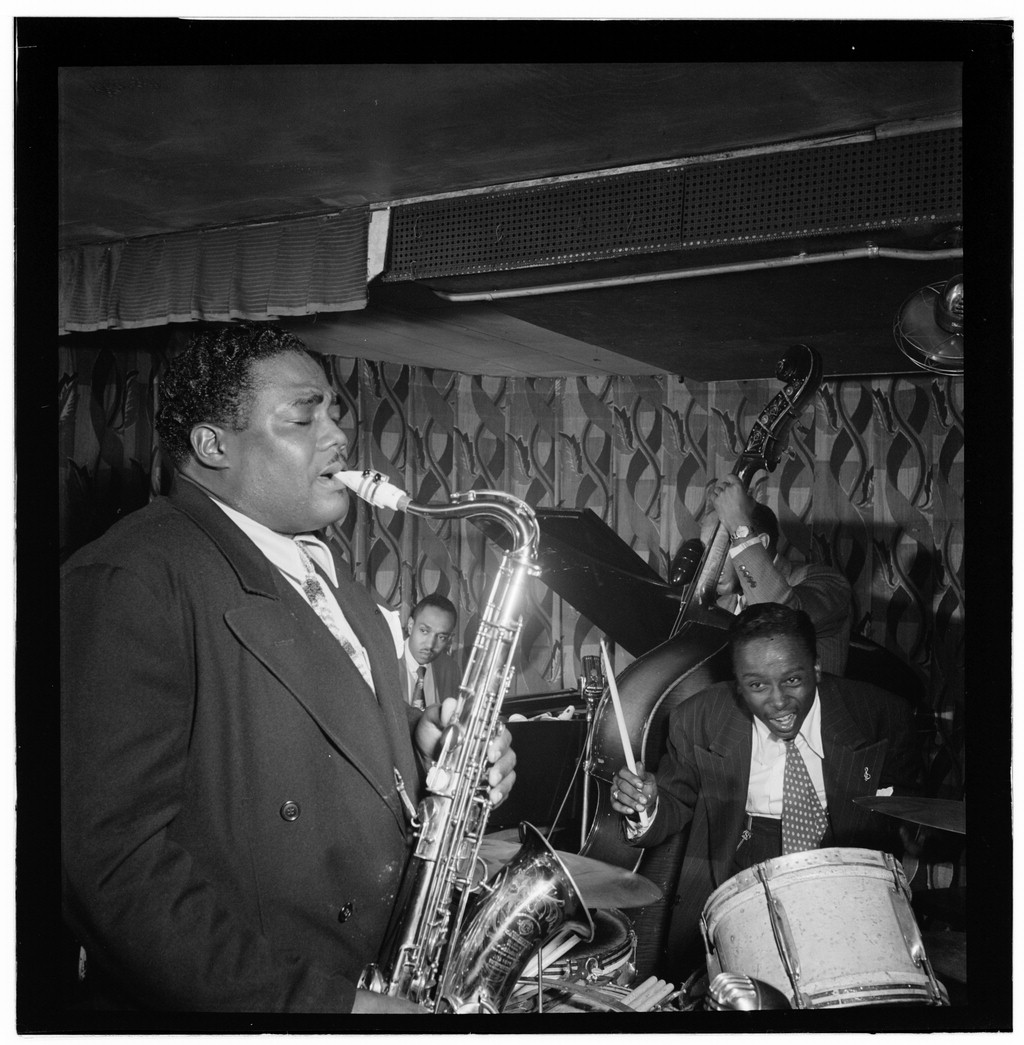
John Hardee (en)